# Pelemele
Pelemele (vom Französischen „pêle-mêle“ für „Mischmasch“) ist eine Kölner Band, die Rockmusik für Kinder macht. Sie war die Hausband der „Kinderstunksitzung“.

## Geschichte
2001 schlossen sich die fünf Musiker Paulus Müller, Nino Kann, Andreas Ostricki, Florian Bergmann und Andreas Niemann in Köln zur Band Pelemele zusammen, um Rockmusik für Kinder zu machen. Zunächst spielten sie bekannte Kinderlieder nach, später schrieben sie eigene Lieder.
Seit 2003 ist Pelemele die Hausband der „Kinderstunksitzung“. Die Band spielt auch in Live-Sendungen für öffentlich-rechtliche Kinderradioprogramme, etwa Lilipuz vom WDR.
Die ersten beiden Alben von Pelemele entstanden in Heimproduktion, 2005 wurde das erste Studioalbum von Pelemele in den Doghouse-Studios bei Köln produziert. Auch die nächsten beiden Alben entstanden dort.
2008 verließ Nino Kann die Band und startete ein Solo-Projekt. Andi Ostricki übernahm die Gitarre, und mit Christoph Fröhlich kam ein neuer Bassist zu Pelemele. Es wurden die „Tröten“, eine dreiköpfige Brass-Section, bestehend aus Posaune, Saxophon und Trompete als Erweiterung zur Grundbesetzung für viele Konzerte hinzugeholt.
Im selben Jahr schrieb Pelemele das offizielle Lied zum „Wissenschaftsjahr der Mathematik 2008“ (Du kannst mehr Mathe als Du denkst) und spielte es unter anderem im Kanzleramt und im Deutschen Museum.
Im Januar 2011 erschien die CD Rockcircus. Auf dem sechsten Studioalbum der Band befindet sich auch der Titel Kulturstrolch; das Mottolied des gleichnamigen Kulturprojekts wurde zusammen mit der Stadt Viersen und der Sparkasse Krefeld realisiert.
Im Jahr 2012 verließen Paulus Müller und Andi Ostricki-Liebel zu Gunsten von Kind, Familie und Job die Band. Christoph Fröhlich übernahm zusätzlich zum Bass auch den Hauptgesang. Mit David Mirche kam ein neuer Gitarrist in die Band. In der neuen Besetzung spielte Pelemele im Jahr 2013 zahlreiche Konzerte in ganz Deutschland, u. a. bei der Kieler Woche, der Breminale und im Roten Salon Berlin.

## Auszeichnungen
- 2016: 3. Platz beim Preis der Nürnberger Nachrichten
- 2015: Preis „Leopold“ vom Verband deutscher Musikschulen, WDR3 und dem Bundesfamilienministerium (Für CD Nimm uns mit!)
- 2013: 1. Platz beim Preis der Nürnberger Nachrichten
- 2011: Preis „Leopold“ vom Verband deutscher Musikschulen, WDR3 und dem Bundesfamilienministerium (Für CD Rockcircus)
- 2010: 2. Platz beim Preis der Nürnberger Nachrichten
- 2010: Preisträger bei der „Kinderliederwelt“ des WDR
- 2009: Preis „Leopold“ vom Verband deutscher Musikschulen, WDR3 und dem Bundesfamilienministerium (Für CD Rockwürste)
- 2009: „Sonderpreis Poldi“ – Preis der Kinderjury
- 2007: Preisträger bei der „Kinderliederwelt“ des WDR
- 2005: 2. Platz beim Preis der Nürnberger Nachrichten
- 2004: Preisträger bei der „Kinderliederwelt“ des WDR

## Diskografie
Alben
- Der Wëcker (2021)
- Ausrasten (2017)
- Et Beste op Kölsch (2016)
- Wir lassen’s krachen! – Single zum Titelsong des Kinderfilms Robbi, Tobbi und das Fliewatüüt (2016)
- Nimm uns mit! (2014)
- Pelemele und der Geschenkefluch – Ein Kindermusik Hörspiel (2011)
- Rockcircus (2011)
- Rockwürste (2009)
- Wackelzappel (2007)
- FC-Pelemele (2005)
- Häppchen (2004)
- Pelemele (2003)